# Бібліотека Перрі — Кастанеди
Бібліотека Перрі — Кастанеди (англ. Perry–Castañeda Library; PCL) — центральна бібліотека Університету штату Техас у місті Остін та усієї бібліотечної системи міста. Головна будівля бібліотеки знаходиться на 21-й вулиці. Бібліотечна система кампусу в Остіні налічує близько 8 млн томів, це п'яте місце серед бібліотек навчальних закладів у США, і одинадцяте загалом по країні.

## Будівля
Плани фінансування будівництва бібліотеки уперше були затверджені 1972 року. 1974 року був укладений контракт на будівництво з будівельною компанією Стокса. Бібліотека відкрила двері для відвідувачів 1977 року. Бібліотека була названа на честь двох колишніх університетських професорів, Ервіна Перрі, першого афроамериканця з цим званням в університеті, Карлоса Кастанеди, що відіграв центральну роль на ранньому етапі розвитку латиноамериканської колекції Бенсона.
Будівля бібліотеки з повітря нагадує обриси штату Техас, хоча навмисність такого збігу заперечується керівництвом університету:
|  | Якщо ви подивитеся на карту кампусу і використаєте власну уяву, то звісно можна уявити обриси штату, але така форма не була офіційно запланована, це лише „ромбоподібна форма“, що доповнює обриси будівлі вищої школи бізнесу через дорогу, що була завершена у тому ж році.Оригінальний текст (англ.) If you look at a campus map the right way and use your imagination, it’s possible to think of the outline of the library as similar to the shape of Texas. But this wasn’t intentional. Officially it’s called a “rhomboid shape,” and it complements the similarly designed Graduate School of Business building across the street, which was completed the same year. |

Будівля бібліотеки визнана кращим прикладом стилю брутальної архітектури в забудові Остіна.

## Картографічна колекція
Бібліотека володіє чудовою колекцією старовинних і сучасних планів міст, географічних і топографічних карт округів штату Техас, Сполучених Штатів та інших країн, які були оцифровані й викладені у вільний доступ під вільною ліцензією у мережі Інтернет.

## Стрілянина
У вівторок 28 вересня 2010 року у приміщенні бібліотеки відбулася стрілянина. Студент Колтон Тулі, піднявся на верхній, шостий поверх і вкоротив собі віку у північно-східному куті поблизу дитячої книжкової секції. Ніхто інший не був поранений. Через небезпеку терористичної події поліція перекрила увесь кампус на кілька годин, доки не були з'ясовані усі питання.